# Intertoto-Cup 1994
Der 28. Intertoto-Cup wurde im Jahr 1994 ausgespielt. Es war die letzte Ausrichtung unter eigener Regie, danach übernahm die UEFA die Verantwortung über das Turnier.
Das Turnier wurde mit 40 Mannschaften ausgerichtet. 

## Gruppenphase

### Gruppe 1
| Pl. | Verein           | Sp. | S | U | N | Tore    | Diff. | Punkte |
| --- | ---------------- | --- | - | - | - | ------- | ----- | ------ |
| 1.  | Halmstads BK     | 4   | 2 | 1 | 1 | 005:500 | ±0    | 05:30  |
| 2.  | Lokomotive Sofia | 4   | 2 | 1 | 1 | 010:110 | −1    | 05:30  |
| 3.  | Maccabi Netanja  | 4   | 1 | 2 | 1 | 005:500 | ±0    | 04:40  |
| 4.  | Sparta Prag      | 4   | 1 | 1 | 2 | 008:700 | +1    | 03:50  |
| 5.  | Silkeborg IF     | 4   | 1 | 1 | 2 | 008:800 | ±0    | 03:50  |

|                  | Schweden | Bulgarien | Israel | Tschechien | Danemark |
| ---------------- | -------- | --------- | ------ | ---------- | -------- |
| Halmstads BK     |          | -         | 2:1    | -          | 2:0      |
| Lokomotive Sofia | 3:0      |           | -      | 3:2        | -        |
| Maccabi Netanja  | -        | 2:2       |        | 2:1        | -        |
| Sparta Prag      | 1:1      | -         | -      |            | 4:1      |
| Silkeborg IF     | -        | 7:2       | 0:0    | -          |          |

### Gruppe 2
| Pl. | Verein                | Sp. | S | U | N | Tore    | Diff. | Punkte |
| --- | --------------------- | --- | - | - | - | ------- | ----- | ------ |
| 1.  | BSC Young Boys        | 4   | 3 | 0 | 1 | 006:200 | +4    | 06:20  |
| 2.  | Hapoel Beerscheba     | 4   | 2 | 1 | 1 | 009:500 | +4    | 05:30  |
| 3.  | Electroputere Craiova | 4   | 2 | 1 | 1 | 006:300 | +3    | 05:30  |
| 4.  | DEU                   | 4   | 1 | 1 | 2 | 002:400 | −2    | 03:50  |
| 5.  | BK Häcken             | 4   | 0 | 1 | 3 | 003:120 | −9    | 01:70  |

|                       | Schweiz | Israel | Rumänien | Deutschland | Schweden |
| --------------------- | ------- | ------ | -------- | ----------- | -------- |
| BSC Young Boys        |         | -      | 1:0      | -           | 4:1      |
| Hapoel Beerscheba     | 1:0     |        | -        | -           | 6:1      |
| Electroputere Craiova | -       | 3:1    |          | 2:0         | -        |
| Karlsruher SC         | 0:1     | 1:1    | -        |             | -        |
| BK Häcken             | -       | -      | 1:1      | 0:1         |          |

### Gruppe 3
| Pl. | Verein              | Sp. | S | U | N | Tore    | Diff. | Punkte |
| --- | ------------------- | --- | - | - | - | ------- | ----- | ------ |
| 1.  | AIK Solna           | 4   | 3 | 1 | 0 | 009:500 | +4    | 07:10  |
| 2.  | Bayer 04 Leverkusen | 4   | 2 | 0 | 2 | 008:600 | +2    | 04:40  |
| 3.  | Sparta Rotterdam    | 3   | 1 | 1 | 1 | 006:600 | ±0    | 03:30  |
| 4.  | Lausanne-Sports     | 4   | 1 | 1 | 2 | 003:500 | −2    | 03:50  |
| 5.  | FC Tirol Innsbruck  | 3   | 0 | 1 | 2 | 001:500 | −4    | 01:50  |

|                     | Schweden | Deutschland | Niederlande | Schweiz | Osterreich |
| ------------------- | -------- | ----------- | ----------- | ------- | ---------- |
| AIK Solna           |          | 3:2         | -           | -       | 2:0        |
| Bayer 04 Leverkusen | -        |             | 3:1         | -       | 3:1        |
| Sparta Rotterdam    | 2:2      | -           |             | 3:1     | -          |
| Lausanne-Sports     | 1:2      | 1:0         | -           |         | -          |
| FC Tirol Innsbruck  | -        | -           | (1)         | 0:0     |            |

1 Die Partie zwischen dem FC Tirol Innsbruck und Sparta Rotterdam wurde in der 25. Minute beim Stande von 0:0 wegen starken Regens abgebrochen.

### Gruppe 4
| Pl. | Verein                           | Sp. | S | U | N | Tore    | Diff. | Punkte |
| --- | -------------------------------- | --- | - | - | - | ------- | ----- | ------ |
| 1.  | Hamburger SV                     | 4   | 3 | 0 | 1 | 011:500 | +6    | 06:20  |
| 2.  | Váci FC                          | 4   | 3 | 0 | 1 | 010:500 | +5    | 06:20  |
| 3.  | SK České Budějovice JČE          | 4   | 2 | 1 | 1 | 005:400 | +1    | 05:30  |
| 4.  | FK AŠK Inter Slovnaft Bratislava | 4   | 1 | 0 | 3 | 005:800 | −3    | 02:60  |
| 5.  | Ikast FS                         | 4   | 0 | 1 | 3 | 003:120 | −9    | 01:70  |

|                                  | Deutschland | Ungarn | Tschechien | Slowakei | Danemark |
| -------------------------------- | ----------- | ------ | ---------- | -------- | -------- |
| Hamburger SV                     |             | 2:1    | -          | 3:1      | -        |
| Váci FC                          | -           |        | -          | 3:2      | 4:0      |
| SK České Budějovice JČE          | 2:1         | 1:2    |            | -        | -        |
| FK AŠK Inter Slovnaft Bratislava | -           | -      | 0:1        |          | 2:1      |
| Ikast FS                         | 1:5         | -      | 1:1        | -        |          |

### Gruppe 5
| Pl. | Verein               | Sp. | S | U | N | Tore    | Diff. | Punkte |
| --- | -------------------- | --- | - | - | - | ------- | ----- | ------ |
| 1.  | Békéscsabai Előre FC | 4   | 3 | 0 | 1 | 014:700 | +7    | 06:20  |
| 2.  | Odense BK            | 4   | 2 | 0 | 2 | 011:600 | +5    | 04:40  |
| 3.  | SK Rapid Wien        | 4   | 2 | 0 | 2 | 004:600 | −2    | 04:40  |
| 4.  | Dynamo Dresden       | 4   | 1 | 1 | 2 | 006:600 | ±0    | 03:50  |
| 5.  | FC Sion              | 4   | 1 | 1 | 2 | 006:160 | −10   | 03:50  |

|                      | Ungarn | Danemark | Osterreich | Deutschland | Schweiz |
| -------------------- | ------ | -------- | ---------- | ----------- | ------- |
| Békéscsabai Előre FC |        | 1:3      | 3:0        | -           | -       |
| Odense BK            | -      |          | -          | 0:2         | 7:0     |
| SK Rapid Wien        | -      | 3:1      |            | 1:0         | -       |
| Dynamo Dresden       | 2:3    | -        | -          |             | 2:2     |
| FC Sion              | 2:7    | -        | 2:0        | -           |         |

### Gruppe 6
| Pl. | Verein               | Sp. | S | U | N | Tore    | Diff. | Punkte |
| --- | -------------------- | --- | - | - | - | ------- | ----- | ------ |
| 1.  | ŠK Slovan Bratislava | 4   | 2 | 1 | 1 | 009:500 | +4    | 05:30  |
| 2.  | Slavia Prag          | 4   | 2 | 1 | 1 | 009:600 | +3    | 05:30  |
| 3.  | Servette Genf        | 4   | 2 | 0 | 2 | 005:800 | −3    | 04:40  |
| 4.  | Brøndby IF           | 4   | 1 | 1 | 2 | 007:900 | −2    | 03:50  |
| 5.  | FC Admira/Wacker     | 4   | 1 | 1 | 2 | 003:500 | −2    | 03:50  |

|                      | Slowakei | Tschechien | Schweiz | Danemark | Osterreich |
| -------------------- | -------- | ---------- | ------- | -------- | ---------- |
| ŠK Slovan Bratislava |          | -          | 1:2     | -        | 3:0        |
| Slavia Prag          | 2:4      |            | 3:1     | -        | -          |
| Servette Genf        | -        | -          |         | 1:4      | 1:0        |
| Brøndby IF           | 1:1      | 1:4        | -       |          | -          |
| FC Admira/Wacker     | -        | 0:0        | -       | 3:1      |            |

### Gruppe 7
| Pl. | Verein                  | Sp. | S | U | N | Tore    | Diff. | Punkte |
| --- | ----------------------- | --- | - | - | - | ------- | ----- | ------ |
| 1.  | Grasshopper Club Zürich | 4   | 3 | 0 | 1 | 009:200 | +7    | 06:20  |
| 2.  | Trelleborgs FF          | 4   | 3 | 0 | 1 | 008:400 | +4    | 06:20  |
| 3.  | Aalborg BK              | 4   | 2 | 0 | 2 | 006:900 | −3    | 04:40  |
| 4.  | MSV Duisburg            | 4   | 1 | 0 | 3 | 004:800 | −4    | 02:60  |
| 5.  | DAC Dunajská Streda     | 4   | 1 | 0 | 3 | 003:700 | −4    | 02:60  |

|                         | Schweiz | Schweden | Danemark | Deutschland | Slowakei |
| ----------------------- | ------- | -------- | -------- | ----------- | -------- |
| Grasshopper Club Zürich |         | -        | 3:1      | -           | 3:0      |
| Trelleborgs FF          | 1:0     |          | -        | 3:2         | -        |
| Aalborg BK              | -       | 0:4      |          | -           | 3:1      |
| MSV Duisburg            | 0:3     | -        | 1:2      |             | -        |
| DAC Dunajská Streda     | -       | 2:0      | -        | 0:1         |          |

### Gruppe 8
| Pl. | Verein            | Sp. | S | U | N | Tore    | Diff. | Punkte |
| --- | ----------------- | --- | - | - | - | ------- | ----- | ------ |
| 1.  | FK Austria Wien   | 4   | 1 | 3 | 0 | 007:300 | +4    | 05:30  |
| 2.  | IFK Norrköping    | 4   | 1 | 3 | 0 | 007:500 | +2    | 05:30  |
| 3.  | Willem II Tilburg | 4   | 2 | 0 | 2 | 004:700 | −3    | 04:40  |
| 4.  | SM Caen           | 4   | 0 | 3 | 1 | 005:600 | −1    | 03:50  |
| 5.  | Lyngby BK         | 4   | 0 | 3 | 1 | 006:800 | −2    | 03:50  |

|                   | Osterreich | Schweden | Niederlande | Frankreich | Danemark |
| ----------------- | ---------- | -------- | ----------- | ---------- | -------- |
| FK Austria Wien   |            | 1:1      | 4:0         | -          | -        |
| IFK Norrköping    | -          |          | 2:0         | -          | 2:2      |
| Willem II Tilburg | -          | -        |             | 1:0        | 3:1      |
| SM Caen           | 1:1        | 2:2      | -           |            | -        |
| Lyngby BK         | 1:1        | -        | -           | 2:2        |          |

## Intertoto-Cup Sieger 1994
- Halmstads BK
- BSC Young Boys
- AIK Solna
- Hamburger SV
- Békéscsabai Előre FC
- ŠK Slovan Bratislava
- Grasshopper Club Zürich
- FK Austria Wien